# Tragic Serenades
Tragic Serenades è il secondo EP del gruppo heavy metal svizzero Celtic Frost, pubblicato nel 1986 da Noise Records. Oltre che in 12" fu pubblicato anche su picture disc e musicassetta, rispettivamente da Noise e Combat Records.
Tutte le tracce erano già state pubblicate nel secondo album To Mega Therion, e furono incluse in questa versione nella ristampa del 1999.
Secondo il frontman Tom Gabriel Fischer, questo EP servì a includere le tracce di basso di Martin Eric Ain, assenti in To Mega Therion, e migliorarne la produzione.

## Tracce
1. The Usurper – 3:26
2. Jewel Throne – 4:03
3. Return to the Eve (Party Mix) – 4:10

## Formazione[2]
- Tom Gabriel Fischer - chitarra, voce
- Martin Eric Ain - basso
- Reed St. Mark - batteria, voce (traccia 3)